# Apostolische Lutherische Kirche von Amerika
Die Apostolische Lutherische Kirche von Amerika ist eine kleine Denomination innerhalb des nordamerikanischen Luthertums. Sie hat ihre Wurzeln in der skandinavischen Erweckungsbewegung des Laestadianismus. Die erste Gemeinde wurde 1872 in Minneapolis, Minnesota, von finnischen Einwanderern gegründet. Heute hat die Kirche mehr als 50 Gemeinden in den Vereinigten Staaten und Kanada mit regionalen Schwerpunkten in den US-Bundesstaaten Michigan, Minnesota, Oregon und Washington.